# Дормер, Уильям
Сэр Уильям Дормер (англ. William Dormer; до 1514 или приблизительно 1515 — 17 мая 1575) — английский политический деятель. Был придворным Тюдоров, заседал в Палате общин, занимал должности шерифа Бедфордшира и Бакингемшира.

## Биография
Уильям Дормер родился, по разным данным, до 1514 или приблизительно в 1515 году и стал единственным ребёнком сэра Роберта Дормера из Уэст-Уикома в Бакингемшире (умер 2 или 8 июля 1552 года) и его жены Джейн Ньюдигейт (умерла в 1568 году), дочери Джона Ньюдигейта из Хэрфилда в Мидлсексе. Известно, что с 1535 по 1559 год главной резиденцией Дормеров был Эйтроп в Бакингемшире. Некто Уильям Дормер состоял на службе у Томаса Кромвеля и переводился на королевскую службу в 1538 году; возможно, это был как раз сын Роберта, и в этом случае именно Кромвель мог способствовать его выгодной женитьбе на дочери сэра Уильяма Сидни.
В 1542 году Уильям был депутатом Палаты общин. В 1544 году он участвовал под командованием отца в войне против Франции. Именно Уильям мог быть тем «молодым Дормером», который в том же году командовал, согласно одному из документов, сотней солдат на военном смотре в Бакингемшире. Два года спустя он сопровождал своего отца на прием к французскому послу. В 1553 году Дормер в качестве рыцаря от графства Бакингемшир заседал во втором парламенте Эдуарда VI. Какова была его позиция во время кризиса престолонаследия в 1553 году, неизвестно, но в мае 1554 года королева Мария утвердила Дормера на посту сокольничего — по-видимому, в благодарность за поддержку. Уильям был назначен шерифом Бедфордшира и Бакингемшира (вероятно, из-за дружбы с королевой его дочери Джейн), и связь его дочери с королевой, возможно, также повлияла на его возвращение в пятый парламент Марии в 1558 году.
После смерти королевы Марии мать Дормера и одна из его дочерей (Джейн) уехали из Англии на континент. Уильяму, как и им, не нравилась протестантская политика новой королевы Елизаветы; однако это не помешало его положению в столице (в 1571 году он заседал как представитель Бакингемшира в третьем парламенте Елизаветы) и его влиянию на дела в графстве.
Дормер умер 17 мая 1575 года и был похоронен в семейном склепе в церкви Всех Святых. Его вдова поставила ему памятник в церкви и в память о супруге основала богадельню в деревне Уинг.

## Семья
Первым браком Дормер был женат на Мэри, старшей дочери сэра Уильяма Сидни и Энн Пакенхэм. Она родила двух сыновей, Томаса и Роберта, умерших в младенчестве, а также двух дочерей, Энн (жену сэра Уолтера Хангерфорда) и Джейн, фрейлину королевы Марии, жену Гомеса Суареса де Фигероа-и-Кордоба, герцога Фериа, — испанского посла в Англии.
После смерти первой супруги Дормер женился около 1550 года на Дороти Кейтсби, дочери Энтони Кейтсби из Уистона, Нортгемптоншир (умер в 1554 году), и его жены Изабеллы. В этом браке родился ещё один сын, Роберт, 1-й барон Дормер, и шесть дочерей, в том числе Мэри (жена Энтони Брауна, сэра Энтони Уведаля и сэра Томаса Джерарда, баронета) и Кэтрин (жена Джона Сент-Джона, 2-го барона Сент-Джона из Блетсо). После смерти сэра Уильяма его вдова вышла замуж за сэра Уильяма Пелхэма.